# بخش الدره
بخش الدره (به سوئدی: Ydre kommun) یک ناحیه شهری در سوئد است که در شهرستان اوستر گوتلاند واقع شده‌است.